# 久保静 (アナウンサー)
久保 静（くぼ しずか）は、NHK神戸放送局の元契約キャスター。

## 人物
2008年から2011年までNHK神戸放送局の契約キャスターを担当。

## 過去の担当番組
- ニュースKOBE発（NHK神戸放送局） キャスター